# جوردان ريتشارد
جوردان ريتشارد (بالإنجليزية: Jordan Richard)‏ مواليد 3 يونيو 1989، هو لاعب كرة سلة أمريكي. بدأ مسيرته الاحترافية في سنة 2013. يلعب في الدوري الدومينيكاني لكرة السلة كلاعب وسط. يبلغ طوله 6 قدم 9 بوصة (2.1 م). لعب مع نادي هوبسي بولزلا لكرة السلة في الدوري السلوفيني لكرة السلة.

## روابط خارجية
- جوردان ريتشارد على موقع دوري كرة السلة الياباني للمحترفين (اليابانية)
- جوردان ريتشارد على موقع كرة السلة الأوروبية.كوم (الإنجليزية)
- جوردان ريتشارد على موقع بروبوليرز (الإنجليزية)